# Том Фолі
Томас Стівен «Том» Фолі (англ. Thomas Stephen «Tom» Foley; нар. 6 березня 1929, Спокен, Вашингтон (штат) — пом. 18 жовтня 2013, Вашингтон) — американський політик з Демократичної партії. Посол США в Японії з 1997 по 2001.
З 1965 по 1995 він був членом Палати представників, у 1981–1986 працював як «батіг» більшості (третя особа у фракції), у 1986–1989 — лідер більшості, з 1989 по 1995 рік — спікер Палати.